# جيمس إل. وايت (كاتب)
جيمس إل. وايت (بالإنجليزية: James L. White)‏ هو كاتب سيناريو أمريكي، ولد في 15 نوفمبر 1947، وتوفي في 23 يوليو 2015.

## وصلات خارجية
- جيمس إل. وايت على موقع IMDb (الإنجليزية)
- جيمس إل. وايت على موقع ألو سيني (الفرنسية)
- جيمس إل. وايت على موقع أول موفي (الإنجليزية)
- جيمس إل. وايت على موقع قاعدة بيانات الأفلام السويدية (السويدية)
- جيمس إل. وايت على موقع قاعدة بيانات الفيلم (الإنجليزية)
- جيمس إل. وايت على موقع كينوبويسك (الروسية)